# جورج بيرند
جورج بيرند (بالألمانية: Georg Berndt) (و. 1880 – 1972 م) هو فيزيائي، وأستاذ جامعي من ألمانيا .
توفي في درسدن ، عن عمر يناهز 92 عاماً.

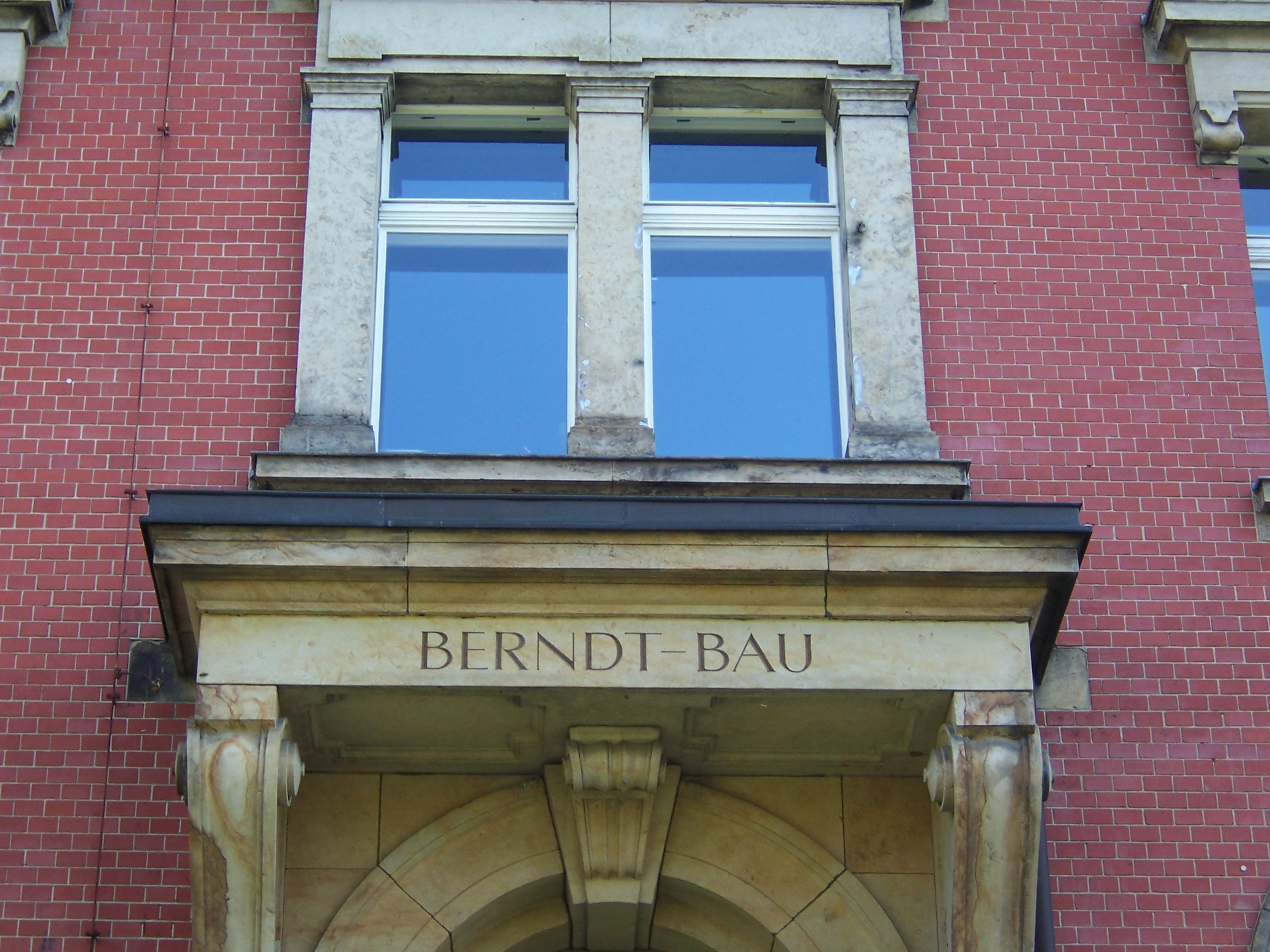

## مناصب وهيئات
أدار جامعة دريسدن التقنية، وجامعة برلين للتكنولوجيا.

## جوائز
حصل على جوائز منها:
- Hervorragender Wissenschaftler des Volkes  [لغات أخرى]‏
- الجائزة الوطنية لجمهورية ألمانيا الديمقراطية.